# Западно-Сибирский отдел Императорского русского географического общества
Западно-Сибирский отдел Императорского русского географического общества (ЗСОИРГО) — отдел, учреждённый Императорским русским географическим обществом в Западной Сибири в 1877 году. В задачи отдела входило изучение Западной Сибири и сопредельных с нею регионов Средней Азии и Западного Китая в географическом, геологическом, естественно-историческом, этнографическом, статистическом и археологическом аспектах. Размещался в городе Омске.

## История
В марте 1876 года через председателя ИРГО Великого князя Константина Николаевича поступило на рассмотрение Совета Общества ходатайство генерал-губернатора Западной Сибири Н. Г. Казнакова об учреждении в Омске Западно-Сибирского отдела ИРГО.
10 мая 1877 года Высочайшим утверждённым мнением Государственного совета Западно-Сибирский отдел был открыт в городе Омске с отпуском ему из Государственного казначейства ежегодно по две тысячи рублей. 30 июня 1877 года генерал-губернатор Н. Г. Казнаков, собрав у себя действительных членов ИРГО, объявил Западно-Сибирский отдел открытым.
8 июня 1878 года министром внутренних дел генерал-адъютантом А. Е. Тимашевым было утверждено «Положение о Западно-Сибирском отделе», согласно которому при отделе учреждался музей ЗСОИРГО — первый в Омском Прииртышье.
20 марта 1895 г. было принято решение о строительстве здания музея Западно-Сибирского отдела Императорского географического общества, проектирование которого было поручено недавно прибывшему в Омск архитектору, действительному члену Отдела И. Г. Хворинову. Строительство при участии инженеров И. П. Кравцова и А. П. Хекстрема растянулось с 1896 по 1900 гг. Архитектор выполнил здание в духе классицистической стилизации (симметричный план, обшивка досками), русской стилизации (деревянный сруб, разновеликие объемы, резные наличники, шатровое завершение центрального ризалита с луковичной главкой) и восточной архитектуры (граненые фонарики над боковыми ризалитами, напоминающие юрты и некоторые элементы интерьера), отразив тем самым представление о музее как храме науки, хозяйственное и культурное освоение русскими Сибири и значение восточной культуры в регионе и этнографическую направленность исследователей Отдела.
13 апреля 1902 года были созданы филиалы Западно-Сибирского отдела — Семипалатинский подотдел и Алтайский подотдел ЗСОИРГО

## Деятельность
Экспедиционная работа была важнейшей частью деятельности общества. Отделом проведено более 300 экспедиций, в том числе по Западной Сибири, Алтаю, Казахстану, Средней Азии, Монголии, Китаю, Тибету. Максимальный охват территорий маршрутами экспедиций включал Акмолинскую, Семипалатинскую и Семиреченскую областей, Тобольскую и Томскую губерний, Алтайский горный округ, Юг Енисейской губернии, Северо-Западный Китай и Западную Монголию. Киргизский край являлся одним из самых исследуемых районов, и ЗСОИРГО с первых лет своего существования уделял ему пристальное внимание. С 1878 по 1917 годы в Киргизском крае работало 36 экспедиций ЗСОИРГО.Отдел поддерживал связь с более 530 адресатами из 85 городов России и 18 стран Европы, Азии, Африки, Северной и Южной Америки.
В Отделе принимались отчёты о проведённых экспедициях и результатах экспедиционных исследований. Лучшие из них публиковались в различного рода изданиях. Самим Отделом издавались «Записки» — с 1879 по 1916 годы вышло 39 книг, иногда в 2—3 выпусках (всего 46 изданий). Помимо них, в 1913—1915 годах было издано 3 тома «Известий» (в 4-х книгах). С 1879 по 1914 годы вышло 20 книг «Отчётов».
При Отделе была создана библиотека, фонды которой пополнялись поступлениями со всех концов России и зарубежных стран. Основы её были заложены ещё в 1862 году Обществом исследователей Западной Сибири. Просуществовав почти безрезультатно 10 лет, оно прекратило деятельность, оставив после себя небольшую библиотеку, которая по ходатайству М. В. Певцова перешла в распоряжение ЗСОИРГО. Фонд этой библиотеки, а также книги, полученные в качестве подарка от ИРГО в количестве 321 тома, и пожертвованные исследователем М. И. Венюковым, легли в основу научного собрания. С момента своего возникновения библиотека рассматривалась как центр научной деятельности ЗСОИРГО. Библиотека и отдел в целом поддерживали связь с более чем 530 адресатами в среде научных и государственных структур в 85 городах России и 18 странах Европы, Азии, Северной и Южной Америки. Традиционной формой их отношений являлся обмен изданиями. Проводились взаимные пожертвования, обмен дубликатами коллекций.

## Председатели ЗСОИРГО
- Бабков И. Ф. (1877—1890)
- Мирошниченко С. Т. (1890)
- Катанаев Г. Е. (1893—1897)
- Шмидт Ю. А. (1897—1900)
- Маковецкий П. Е. (1900—1902)
- Шидловский Ф. И. (1902—1903)
- Габриалович М. Ф. (1904)
- Яшеров П. Б. (1905—1910)
- Павлов Н. Д. (1911—1917)
- Седельников А. Н. (1917)

## Печатные издания
Записки
- Записки Западно-Сибирского отдела Императорского Русского Географического общества. Омск, 1879. Кн.1.
- Записки Западно-Сибирского отдела Императорского Русского Географического общества. Омск, 1880. Кн.2.
- Записки Западно-Сибирского отдела Императорского Русского Географического общества. Омск, 1881. Кн. З.
- Записки Западно-Сибирского отдела Императорского Русского Географического общества. Омск, 1882. Кн.4.
- Записки Западно-Сибирского отдела Императорского Русского географического общества. Кн. 5. — Омск, 1883
- Записки Западно-Сибирского отдела Императорского Русского Географического общества. Омск, 1884. Кн.6.
- Записки Западно-Сибирского отдела Императорского Русского географического общества. Кн. 7, вып. 1. — Омск, 1885.
- Записки Западно-Сибирского отдела Императорского Русского географического общества. Кн. 7, вып. 2. — Омск, 1885
- Записки Западно-Сибирского отдела Императорского Русского географического общества. Кн. 8, вып. 1. — Омск, 1886.
- Записки Западно-Сибирского отдела Императорского Русского географического общества. Кн. 8, вып. 2. — Омск, 1886.
- Записки Западно-Сибирского отдела Императорского Русского географического общества. Кн. 9. — Омск, 1887
- Записки Западно-Сибирского отдела Императорского Русского географического общества. Кн. 10.- Омск, 1888.
- Записки Западно-Сибирского отдела Императорского русского географического общества. Кн. 11.- Омск, 1891.
- Записки Западно-Сибирского отдела Императорского русского географического общества. Кн. 12.- Омск, 1891.
- Записки Западно-Сибирского отдела Императорского Русского географического общества. Кн. 13, вып. 1.- Омск, 1892
- Записки Западно-Сибирского отдела Императорского Русского географического общества. Кн. 14. — Омск, 1893.
- Записки Западно-Сибирского отдела Императорского Русского географического общества. Кн. 15, вып. 1.- Омск, 1893
- Записки Западно-Сибирского отдела Императорского Русского географического общества. Кн. 15, вып. 2.- Омск, 1893.
- Записки Западно-Сибирского отдела Императорского Русского географического общества. Кн. 15, вып. 3.- Омск, 1893.
- Записки Западно-Сибирского отдела Императорского Русского географического общества. Кн. 16, вып. 1.- Омск, 1893.
- Записки Западно-Сибирского отдела Императорского Русского географического общества. Кн. 16, вып. 2-3.- Омск, 1894.
- Записки Западно-Сибирского отдела Императорского Русского географического общества. Кн. 17, вып. 1.- Омск, 1894
- Записки Западно-Сибирского отдела Императорского Русского географического общества. Кн. 17, вып. 3.- Омск, 1894.
- Записки Западно-Сибирского отдела Императорского Русского географического общества. Кн. 18, вып. 1.- Омск, 1895.
- Записки Западно-Сибирского отдела Императорского Русского географического общества. Кн. 18, вып. 2.- Омск, 1895
- Записки Западно-Сибирского отдела Императорского Русского географического общества. Кн. 19.- Омск, 1896
- Записки Западно-Сибирского отдела Императорского Русского географического общества. Кн. 20.- Омск, 1896
- Записки Западно-Сибирского отдела Императорского Русского географического общества. Кн. 21.- Омск, 1897.
- Записки Западно-Сибирского отдела Императорского Русского географического общества. Кн. 22.- Омск, 1897
- Записки Западно-Сибирского отдела Императорского Русского географического общества. Кн. 23.- Омск, 1898.
- Записки Западно-Сибирского отдела Императорского Русского географического общества. Кн. 24.- Омск, 1898
- Записки Западно-Сибирского отдела Императорского Русского географического общества. Кн. 25. — Омск, 1898.
- Записки Западно-Сибирского отдела Императорского Русского географического общества. Кн. 26.- Омск, 1899.
- Записки Западно-Сибирского отдела Императорского Русского географического общества. Кн. 27.- Омск, 1900.
- Записки Западно-Сибирского отдела Императорского Русского географического общества. Кн. 28.- Омск, 1901.
- Записки Западно-Сибирского отдела Императорского Русского географического общества. Кн. 29.- Омск, 1902.
- Записки Западно-Сибирского отдела Императорского Русского географического общества. Кн. 30.- Омск, 1903.
- Записки Западно-Сибирского отдела Императорского Русского географического общества. Кн. 31.- Омск, 1904.
- Записки Западно-Сибирского отдела Императорского Русского географического общества. Кн. 32.- Омск, 1906.
- Записки Западно-Сибирского отдела Императорского Русского географического общества. Кн. 33.- Омск, 1907.
- Записки Западно-Сибирского отдела Императорского Русского географического общества. Кн. 34.- Омск, 1908.
- Записки Западно-Сибирского отдела Императорского русского географического общества. Кн. 35.- Омск, 1910.
- Записки Западно-Сибирского отдела Императорского Русского географического общества. Кн. 36, вып. 1.- Омск, 1912.
- Записки Западно-Сибирского отдела Императорского Русского географического общества. Кн. 36, вып. 2.- Омск, 1913.
- Записки Западно-Сибирского отдела Императорского русского географического общества. Кн. 37.- Омск, 1915.
- Записки Западно-Сибирского отдела Императорского Русского географического общества. Т. 38.- Омск, 1916.
- Записки Западно-Сибирского отдела Русского географического общества 1877—1927. Т. 39.- Омск, 1927.

Известия, отчёты, справочники
- Известия Западно-Сибирского отдела Императорского Русского Географического общества. Омск, 1913. Т.1. Вып.1.
- Известия Западно-Сибирского отдела Императорского Русского Географического общества. Омск, 1913. Т.1, Вып.2.
- Известия Западно-Сибирского отдела Императорского Русского Географического общества. Омск, 1914. Вып.1 2.
- Известия Западно-Сибирского отдела Императорского Русского Географического общества. Омск, 1915. Вып.1 2.
- Каталог Западно-Сибирского отдела Императорского Русского Географического общества. Омск, 1895.
- Отчет Западно-Сибирского отдела Императорского Русского Географического общества за 1882 г. Омск, 1883.
- Отчет Западно-Сибирского отдела Императорского Русского Географического общества за 1883 г. Омск, 1884.
- Отчет Западно-Сибирского отдела Императорского Русского Географического общества за 1886 1888 гг. Омск, 1890.
- Отчет Западно-Сибирского отдела Императорского Русского Географического общества за 1894 1896 гг. Омск, 1899.
- Отчет Западно-Сибирского отдела Императорского Русского Географического общества за 1897 г. Омск, 1899.
- Отчет Западно-Сибирского отдела Императорского Русского Географического общества за 1898 1901 г. Омск, 1902.
- Отчет Западно-Сибирского отдела Императорского Русского Географического общества за 1902 г. Омск, 1903.- £50
- Отчет Западно-Сибирского отдела Императорского Географического общества за 1903 г. Омск, 1905.
- Отчет Западно-Сибирского отдела Императорского Географического общества за 1904 г, Омск, 1906.
- Отчет Западно-Сибирского отдела Императорского Географического общества за 1905 г. Омск, 1911.
- Отчет Западно-Сибирского отдела Императорского Географического общества за 1906 г. Омск, 1911.
- Отчет Западно-Сибирского отдела Императорского Географического общества за 1907 г. Омск, 1911.
- Отчет Западно-Сибирского отдела Императорского Географического общества за 1908 г. Омск, 1911.
- Отчет Западно-Сибирского отдела Императорского Географического общества за 1909 г. Омск, 1911.
- Отчет Западно-Сибирского отдела Императорского Русского Географического общества за 1910 1911 гг. Омск, 1912.
- Отчет Западно-Сибирского отдела Императорского Русского Географического общества за 1912 г. Омск, 1914.
- Справочник деятельности Западно-Сибирского отдела Императорского Русского Географического общества. (1877—1910). Омск, 1911.
- Юбилейный сборник Западно-Сибирского отдела Императорского Русского Географического общества (1877—1902). Омск, 1902.